# Naisten II-divisioona 2017
La Naisten II-divisioona 2017 è la 2ª edizione del campionato di football americano di terzo livello femminile, organizzato dalla SAJL.

## Squadre partecipanti
| Club                   | Città     | Stadio | Sponsor ufficiale | Risultato nella stagione 2016 |
| ---------------------- | --------- | ------ | ----------------- | ----------------------------- |
| Helsinki Wolverines II | Helsinki  |        |                   |                               |
| Joensuu Wolves         | Joensuu   |        |                   |                               |
| Kotka Eagles           | Kotka     |        |                   |                               |
| Kouvola Indians        | Kouvola   |        |                   |                               |
| Kuopio Steelers        | Kuopio    |        |                   |                               |
| Lohja Lionesses        | Lohja     |        |                   |                               |
| Porvoon Butchers       | Porvoo    |        |                   |                               |
| Rovaniemi Nordmen      | Rovaniemi |        |                   |                               |

## Stagione regolare

### Calendario

#### 1ª giornata
| Porvoo 6 maggio 2017, ore 14:00 | Porvoon Butchers | 14 – 0 | Joensuu Wolves | Myllymäen kenttä |

| Kuopio 6 maggio 2017, ore 16:00 | Kuopio Steelers | 63 – 6 | Kotka Eagles | Keskuskenttä |

| Kouvola 7 maggio 2017, ore 17:30 | Kouvola Indians | 6 – 0 | Helsinki Wolverines II | Kuusankosken urheilupuisto |

#### Recupero
| Lohja 13 maggio 2017, ore 12:00 | Lohja Lionesses | 58 – 0 | Rovaniemi Nordmen | Virkkalan urheilukenttä |

#### 2ª giornata
| Porvoo 19 maggio 2017, ore 19:30 | Porvoon Butchers | 32 – 8 | Kouvola Indians | Porvoon pallokenttä |

| Joensuu 20 maggio 2017, ore 13:00 | Joensuu Wolves | 42 – 14 | Helsinki Wolverines II | Mehtimäki |

| Lohja 21 maggio 2017, ore 13:00 | Lohja Lionesses | 6 – 12 | Kuopio Steelers | Virkkalan urheilukenttä |

#### 3ª giornata
| Rovaniemi 27 maggio 2017, ore 13:00 | Rovaniemi Nordmen | 7 – 52 | Joensuu Wolves | Susivouti |

| Porvoo 28 maggio 2017, ore 14:00 | Porvoon Butchers | 46 – 36 | Kotka Eagles | Porvoon pallokenttä |

| Helsinki 28 maggio 2017, ore 16:00 | Helsinki Wolverines II | 0 – 58 | Kuopio Steelers | Brahenkenttä |

#### 4ª giornata
| Kouvola 3 giugno 2017, ore 16:00 | Kouvola Indians | 40 – 6 | Rovaniemi Nordmen | Kuusankosken urheilupuisto |

| Kuopio 3 giugno 2017, ore 16:00 | Kuopio Steelers | 58 – 0 | Porvoon Butchers | Väinölänniemen stadion |

| Joensuu 4 giugno 2017, ore 13:00 | Joensuu Wolves | 0 – 12 | Lohja Lionesses | Mehtimäki |

#### 5ª giornata
| Rovaniemi 8 luglio 2017, ore 13:00 | Rovaniemi Nordmen | 0 – 30 | Helsinki Wolverines II | Susivouti |

| Kotka 8 luglio 2017, ore 13:00 | Kotka Eagles | 42 – 32 | Joensuu Wolves | Puistolan kenttä |

| Lohja 9 luglio 2017, ore 18:00 | Lohja Lionesses | 46 – 0 | Kouvola Indians | Virkkalan urheilukenttä |

#### 6ª giornata
| Kouvola 13 luglio 2017, ore 18:30 | Kouvola Indians | 26 – 14 | Joensuu Wolves | Kuusankosken urheilupuisto |

| Kotka 15 luglio 2017, ore 13:00 | Kotka Eagles | 62 – 28 | Helsinki Wolverines II | Puistolan kenttä |

| Kuopio 15 luglio 2017, ore 19:00 | Kuopio Steelers | 82 – 0 | Rovaniemi Nordmen | Väinölänniemen stadion |

#### 7ª giornata
| Porvoo 22 luglio 2017, ore 14:00 | Porvoon Butchers | 30 – 0 (d.g.s.) | Rovaniemi Nordmen | Porvoon pallokenttä |

| Kouvola 23 luglio 2017, ore 15:00 | Kouvola Indians | 20 – 48 | Kotka Eagles | Kuusankosken urheilupuisto |

| Helsinki 23 luglio 2017, ore 15:00 | Helsinki Wolverines II | 8 – 22 | Lohja Lionesses | Brahenkenttä |

#### 8ª giornata
| Rovaniemi 29 luglio 2017, ore 13:00 | Rovaniemi Nordmen | 0 – 30 (d.g.s.) | Kotka Eagles | Susivouti |

| Lohja 30 luglio 2017, ore 13:00 | Lohja Lionesses | 22 – 16 | Porvoon Butchers | Virkkalan urheilukenttä |

| Kuopio 30 luglio 2017, ore 16:00 | Kuopio Steelers | 30 – 0 (d.g.s.) | Kouvola Indians | Keskuskenttä |

#### 9ª giornata
| Kotka 5 agosto 2017, ore 13:00 | Kotka Eagles | 22 – 54 | Lohja Lionesses | Puistolan kenttä |

| Helsinki 5 agosto 2017, ore 15:00 | Helsinki Wolverines II | 0 – 61 | Porvoon Butchers | Brahenkenttä |

| Joensuu 6 agosto 2017, ore 15:00 | Joensuu Wolves | 0 – 70 | Kuopio Steelers | Mehtimäki |

### Classifica
La classifica della regular season è la seguente:
- PCT = percentuale di vittorie, G = partite giocate, V = partite vinte, P = partite perse, PF = punti fatti, PS = punti subiti

| Pos. | Squadra                | PCT   | G | V | N | P | PF  | PS  |
| ---- | ---------------------- | ----- | - | - | - | - | --- | --- |
| 1    | Kuopio Steelers        | 1.000 | 7 | 7 | 0 | 0 | 373 | 12  |
| 2    | Lohja Lionesses        | .857  | 7 | 6 | 0 | 1 | 220 | 58  |
| 3    | Porvoon Butchers       | .714  | 7 | 5 | 0 | 2 | 199 | 124 |
| 4    | Kotka Eagles           | .571  | 7 | 4 | 0 | 3 | 246 | 243 |
| 5    | Kouvola Indians        | .429  | 7 | 3 | 0 | 4 | 100 | 176 |
| 6    | Joensuu Wolves         | .286  | 7 | 2 | 0 | 5 | 140 | 185 |
| 7    | Helsinki Wolverines II | .143  | 7 | 1 | 0 | 6 | 80  | 251 |
| 8    | Rovaniemi Nordmen      | .000  | 7 | 0 | 0 | 7 | 13  | 322 |

## Playoff

### Tabellone
|  | Semifinali | Semifinali       | Semifinali |                 |    | II Finale Naisten II-divisioona | II Finale Naisten II-divisioona | II Finale Naisten II-divisioona |  |
|  |            |                  |            |                 |    |                                 |                                 |                                 |  |
|  | 1          | Kuopio Steelers  | 57         |                 |    |                                 |                                 |                                 |  |
|  | 1          | Kuopio Steelers  | 57         |                 |    |                                 |                                 |                                 |  |
|  | 4          | Kotka Eagles     | 0          |                 |    |                                 |                                 |                                 |  |
|  | 4          | Kotka Eagles     | 0          |                 | 1  | Kuopio Steelers                 | 37                              |                                 |  |
|  |            |                  |            |                 | 1  | Kuopio Steelers                 | 37                              |                                 |  |
|  |            |                  | 2          | Lohja Lionesses | 18 |                                 |                                 |                                 |  |
|  | 3          | Porvoon Butchers | 2          | Lohja Lionesses | 18 | 6                               |                                 |                                 |  |
|  | 3          | Porvoon Butchers |            |                 |    |                                 |                                 |                                 |  |
|  | 2          | Lohja Lionesses  | 30         |                 |    |                                 |                                 |                                 |  |

### Semifinali
| Lohja 13 agosto 2017, ore 13:00 | Lohja Lionesses | 30 – 6 | Porvoon Butchers | Harjun urheilukenttä |

| Kuopio 13 agosto 2017, ore 18:00 | Kuopio Steelers | 57 – 0 | Kotka Eagles | Väinölänniemen stadion |

### II Finale Naisten II-divisioona
| Kuopio 27 agosto 2017, ore 16:00 | Kuopio Steelers | 37 – 18 | Lohja Lionesses | Väinölänniemen stadion |

## Verdetti
- Kuopio Steelers Vincitrici della Naisten II-divisioona 2017